# Nước bùa

"Tình dược" bởi Evelyn De Morgan.

Potion (nước bùa hoặc thần dược, từ potio trong tiếng Latin nghĩa là "uống") là loại nước, thuốc hoặc chất độc ma thuật ở dạng lỏng.
Trong thần thoại và văn học, potion thường được tạo ra bởi một pháp sư, rồng, tiên hay phù thủy và có tính chất thần kỳ.  Nó được sử dụng cho những động cơ khác nhau bao gồm chữa lành bệnh tật/vết thương, yểm bùa, quyến rũ hoặc đầu độc một ai đó. Ví dụ, nước bùa tình yêu (love potion) dành cho những ai muốn rơi vào tình yêu với một người khác, bùa ngủ (sleeping potion) khiến nạn nhân ngủ trong một giấc ngủ dài hoặc vĩnh cửu và thần dược chữa lành (healing elixir) chữa lành bất kỳ vết thương/bệnh tật. Nó cũng có thể ban tặng sức mạnh siêu nhiên và sự bất tử cho người sử dụng.